# Melanoseps loveridgei
Melanoseps loveridgei — вид сцинкоподібних ящірок родини сцинкових (Scincidae). Мешкає в Східній Африці. Вид названий на честь британського герпетолога Артура Лавріджа.

## Поширення і екологія
Melanoseps loveridgei мешкають в центральній і південно-східній Танзанії, на північному заході Замбії, на південному сході Демократичної Республіки Конго, на півночі Малаві і Мозамбіку. Вони живуть в міомбових рідколіссях і вологих саванах, трапляються на узліссях вологих гірських тропічних лісів.